# Ignavi

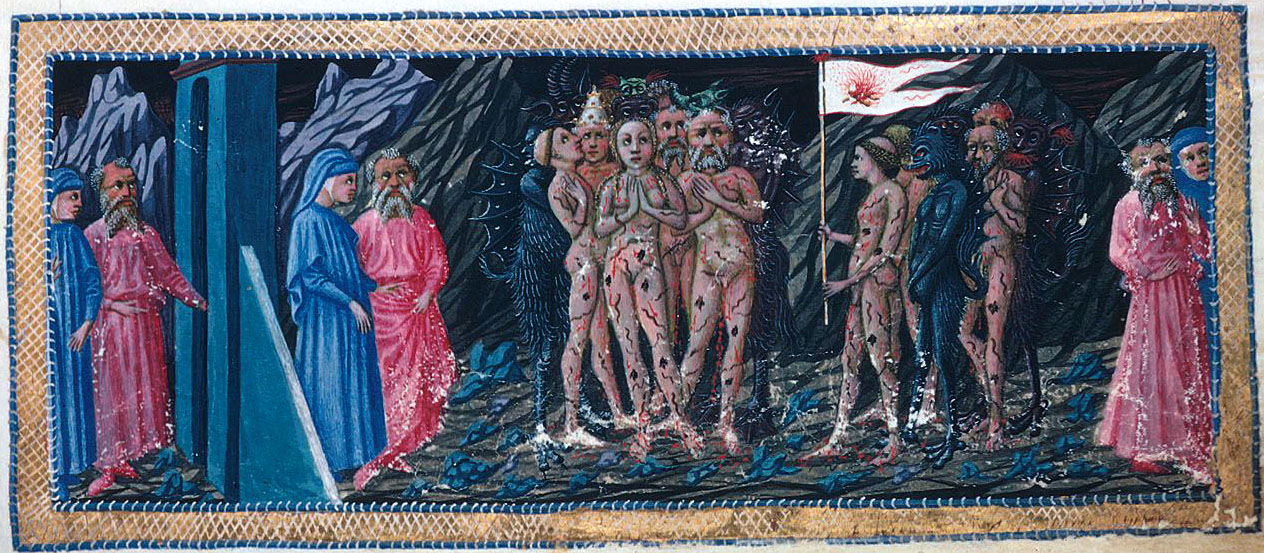
Illustrazione della prima parte del Canto III, Priamo della Quercia (XV secolo)

Ignavi è il termine solitamente attribuito alla categoria dei peccatori incontrati  nel regno dell'oltretomba all'interno della Divina Commedia.
Essi sono puniti nell'Antinferno e aspramente descritti dal Poeta nel Canto III dell'Inferno. Dante colloca tra loro figure drammatiche. Ci sono gli angeli che quando Lucifero si ribellò non si schierarono né con lui, né con Dio: per questo non li vuole nessuno, né il Cielo, né l’Inferno profondo; e spiacciono a tutti, al Signore e ai suoi nemici.

## Lessico dantesco
Questi peccatori sono coloro che durante la loro vita non hanno mai agito né nel bene né nel male, senza mai osare avere un'idea propria, ma limitandosi ad adeguarsi sempre a quella del più forte. Tra essi sono inseriti anche gli angeli che non si schierarono nella battaglia che Lucifero perse contro Dio.
Dante li inserisce qui perché li reputa indegni di meritare sia le gioie del Paradiso, sia le pene dell'Inferno, a causa proprio del loro non essersi schierati né a favore del bene, né a favore del male. Sono costretti a girare nudi per l'eternità inseguendo un'insegna che corre velocissima e gira su se stessa, punti e feriti da vespe e mosconi. Il loro sangue, mescolato alle loro lacrime, viene succhiato da fastidiosi vermi. Gli ignavi sono quindi rimasti inerti nella vita per le loro scelte. Qui c’è la cosiddetta Legge del Contrappasso.
Dante definisce queste anime come quelle di peccatori "che mai non fur vivi". Il disprezzo del poeta verso questa categoria di peccatori è massimo e completo. Tanto accanimento si spiega, dal punto di vista teologico, perché la scelta fra Bene e Male deve obbligatoriamente essere fatta. Dal punto di vista sociale, inoltre, nel Medioevo lo schieramento politico e la vita attiva all'interno del Comune erano quasi sempre considerate tappe fondamentali ed inevitabili nella vita di un cittadino. Se l'uomo è un essere sociale, chi si sottrae ai suoi doveri verso la società non è degno, secondo la riflessione dantesca, di alcuna considerazione.
Dante cita anche misteriosamente, fra le schiere degli ignavi, l'anima di un personaggio che, in vita, "fece per viltade il gran rifiuto". Gran parte degli studiosi suoi contemporanei identifica questo personaggio con papa Celestino V (Pietro da Morrone), un eremita che ha raggiunto il Soglio Pontificio nel 1294, ma ritenendosi incapace di sostenere la carica di papa, rinunciò all'ufficio, consentendo quindi l'ascesa al potere di Bonifacio VIII, pontefice che Dante fermamente disprezzava.
Già dal secolo successivo questa interpretazione ebbe minor considerazione presso i critici, e da allora l'identità dell'anima di colui che fece "il gran rifiuto" ha generato un non indifferente problema interpretativo. Sono molte le altre interpretazioni possibili, infatti, circa l'identità di questa anima: ivi compresa la possibilità di identificarla con l'anima di Ponzio Pilato, il prefetto romano che, secondo i Vangeli, rifiutò di giudicare Cristo nei momenti successivi la sua cattura, o con Esaù, che rifiutò la sua primogenitura barattandola con un piatto di lenticchie.
Il discorso di Virgilio si chiude con il verso definitivo: «Non ragioniam di lor, ma guarda e passa».

## Gli Ignavi nella Divina Commedia
dissi: "Maestro, che è quel ch'i' odo?

e che gent'è che par nel duol sì vinta?".
Ed elli a me: "Questo misero modo

tengon l'anime triste di coloro

che visser sanza infamia e sanza lodo.
Mischiate sono a quel cattivo coro

delli angeli che non furon ribelli

né fur fedeli a Dio, ma per sé foro.
Caccianli i ciel per non esser men belli,

né lo profondo inferno li riceve,

ch'alcuna gloria i rei avrebber d'elli".
E io: "Maestro, che è tanto greve

a lor che lamentar li fa sì forte?".

Rispuose: "Dicerolti molto breve.
Questi non hanno speranza di morte,

e la lor cieca vita è tanto bassa,

che 'nvidïosi son d'ogne altra sorte.
Fama di loro il mondo esser non lassa;

misericordia e giustizia li sdegna:

non ragioniam di lor, ma guarda e passa".»
(Dante Alighieri, Inferno III, 31-51)